# Base comuna

Figura 1: circuit bàsic de base comú NPN (neixant els detalls de polarització).

En electrònica, un amplificador de base comuna (també conegut com a base a terra) és una de les tres topologies bàsiques d'amplificadors de transistors d'unió bipolar (BJT) d'una sola etapa, que s'utilitzen normalment com a buffer de corrent o amplificador de tensió.
En aquest circuit el terminal emissor del transistor serveix d'entrada, el col·lector com a sortida i la base està connectada a terra, o "comú", d'aquí el seu nom. El circuit de transistor d'efecte de camp anàleg és l'amplificador de porta comuna.

## Aplicacions
Aquesta disposició no és molt comú en circuits discrets de baixa freqüència, on s'utilitza normalment per a amplificadors que requereixen una impedància d'entrada inusualment baixa, per exemple per actuar com a preamplificador per a micròfons de bobina mòbil. Tanmateix, és popular en circuits integrats i en amplificadors d'alta freqüència, per exemple per a VHF i UHF, perquè la seva capacitat d'entrada no pateix l'efecte Miller, que degrada l'ample de banda de la configuració de l'emissor comú, i per la relativament alt aïllament entre l'entrada i la sortida. Aquest alt aïllament significa que hi ha poca retroalimentació de la sortida a l'entrada, donant lloc a una gran estabilitat.
Aquesta configuració també és útil com a buffer de corrent, ja que té un guany de corrent d'aproximadament la unitat (vegeu les fórmules a continuació). Sovint s'utilitza una base comuna d'aquesta manera, precedida d'una etapa d'emissor comú. La combinació d'aquests dos forma la configuració cascode, que posseeix diversos avantatges de cada configuració, com ara una alta impedància d'entrada i aïllament.

## Característiques de baixa freqüència[3]
A baixes freqüències i en condicions de senyal petit, el circuit de la figura 1 es pot representar amb el de la figura 2, on s'ha utilitzat el model híbrid-pi per al BJT. El senyal d'entrada està representat per una font de tensió de Thévenin v s amb una resistència en sèrie Rs i la càrrega és una resistència RL. Aquest circuit es pot utilitzar per obtenir les següents característiques de l'amplificador de base comú.
|                                  | Definició                                                                                  | Expressió |
| -------------------------------- | ------------------------------------------------------------------------------------------ | --- |
| Guany de tensió en circuit obert | {\displaystyle {A_{v}}=\left.{\frac {v_{\text{o}}}{v_{\text{i}}}}\right\|_{R_{L}=\infty }} | {\displaystyle {\frac {(g_{m}r_{\text{o}}+1)R_{C}}{R_{C}+r_{o}}}}                                                 |
| Guany de corrent de curtcircuit  | {\displaystyle A_{i}=\left.{i_{\text{o}} \over i_{\text{i}}}\right\|_{R_{L}=0}}            | {\displaystyle {\frac {r_{\pi }+\beta r_{o}}{r_{\pi }+(\beta +1)r_{o}}}}                                          |
| Resistència d'entrada            | {\displaystyle R_{\text{in}}={\frac {v_{i}}{i_{i}}}}                                       | {\displaystyle {\frac {(r_{o}+R_{C}\parallel R_{L})r_{E}}{r_{o}+r_{E}+{\frac {R_{C}\parallel R_{L}}{\beta +1}}}}} |
| Resistència de sortida           | {\displaystyle R_{\text{out}}=\left.{\frac {v_{o}}{-i_{o}}}\right\|_{v_{s}=0}}             | {\displaystyle R_{C}\parallel \left([1+g_{m}(r_{\pi }\parallel R_{S})]r_{o}+r_{\pi }\parallel R_{S}\right)}       |

Nota: les línies paral·leles (||) indiquen components en paral·lel.
En general, el guany total de tensió/corrent pot ser substancialment inferior als guanys en obert/curtcircuit indicats anteriorment (segons la font i les resistències de càrrega) a causa de l'efecte de càrrega.